# Ticinella
Ticinella es un género de foraminífero planctónico de la subfamilia Ticinellinae, de la familia Rotaliporidae, de la superfamilia Rotaliporoidea, del suborden Globigerinina y del orden Globigerinida. Su especie tipo es Anomalina roberti. Su rango cronoestratigráfico abarca desde el Aptiense (Cretácico inferior) hasta el Cenomaniense inferior (Cretácico superior).

## Descripción
Ticinella incluía especies con conchas trocoespiraladas, de forma discoidal-globular a biconvexa; sus cámaras eran globulares u ovaladas; sus suturas intercamerales eran rectas o ligeramente curvas e incididas, y ocasionalmente elevadas en lado espiral (muricocarenas circumcamerales poco desarrolladas); su contorno era redondeado y lobulado; su periferia era redondeada; su ombligo era estrecho; su abertura era interiomarginal, umbilical-extraumbilical, con forma de arco bajo generalmente asimétrica, y rodeada con un pórtico que se prolonga al centro del ombligo; parte de las sucesivas aberturas podían permanecer como aberturas suplementarias en el lado umbilical; presentaba pared calcítica hialina, macroperforada con baja densidad de poros, y de superficie lisa a punteada; una lamela o costra secundaria de superficie rugosa podía llegar a ocultar los poros.

## Discusión
Clasificaciones posteriores han incluido Ticinella en la superfamilia Globigerinoidea.

## Paleoecología
Ticinella incluía especies con un modo de vida planctónico, de distribución latitudinal cosmopolita, y habitantes pelágicos de aguas superficiales e intermedias (medio epipelágico a mesopelágico superior).

## Clasificación
Ticinella incluye a las siguientes especies:
- Ticinella bejaouensis †
- Ticinella madecassiana †
- Ticinella praeticinensis †
- Ticinella raynaudi †
  - Ticinella raynaudi var. aperta †
  - Ticinella raynaudi var. digitalis †
- Ticinella appenninica †

Otras especies consideradas en Ticinella son:
- Ticinella albiana †
- Ticinella aprica †
- Ticinella caronae †
- Ticinella floresae †
- Ticinella gaultina †
- Ticinella petalloidea †
- Ticinella primula †
- Ticinella roberti †
  - Ticinella roberti var. bejouaensis †
- Ticinella subgaultina †

En Ticinella se ha considerado el siguiente subgénero:
- Ticinella (Biticinella), aceptado como género Biticinella